# Guerra Fria Árabe
Guerra Fria Árabe (em árabe:  الحرب العربية الباردة  al-Harb al-`Arabbiyah al-bārdah )  foi uma série de conflitos no mundo árabe entre as novas repúblicas sob a liderança de Gamal Abdel Nasser do Egito, defendendo o nacionalismo árabe, o socialismo árabe e o pan-arabismo, e os reinos mais tradicionalistas, liderados pelo rei Faisal da Arábia Saudita.   O período de conflito começou após a Revolução Egípcia de 1952 e a ascensão ao poder de Nasser, e durou até 1970, quando este morreu.
Apesar de seu início durante a Guerra Fria global e do período da descolonização e das suas ligações e interações com a Guerra Fria mais abrangente, a Guerra Fria Árabe não foi um confronto entre regimes capitalistas e marxistas-leninistas. Os dois lados foram as repúblicas árabes nacionalistas, geralmente de orientação quase-socialista e pan-arabista, e as monarquias tradicionais, geralmente com estruturas econômicas quase-feudais ou rentistas. O principal Estado nacionalista árabe durante este período era o Egito, seguido de perto e em concorrência com a Síria (com o qual este último brevemente se uniu para formar a República Árabe Unida em 1958-1961). A principal monarquia conservadora era a Arábia Saudita, com a Jordânia (e inicialmente o Iraque).
Embora teoricamente, quase todos os países árabes fossem não-alinhados durante este período, na prática, as repúblicas nacionalistas, com a notável exceção do Líbano, eram aliadas da União Soviética, mesmo com a maioria delas reprimindo brutalmente os partidos comunistas dentro de seus países, enquanto que as monarquias conservadoras geralmente recebiam ajuda militar dos Estados Unidos.
A expressão "Guerra Fria Árabe" foi cunhada pelo cientista político estadunidense e estudioso do Oriente Médio Malcolm Kerr, em seu livro de 1965 de mesmo título, e edições posteriores. 